# Crosa
Crosa (Cròsa in piemontese) è un centro abitato del comune di Lessona, nella provincia di Biella in Piemonte.
Fino al 31 dicembre 2015 ha costituito un comune autonomo di 354 abitanti.

## Geografia fisica
Crosa è situata in sinistra idrografica del torrente Strona di Mosso.

## Origini del nome
Il nome Cròsa deriverebbe da La Cròsa, ovvero la denominazione in piemontese dell'incrocio tra diverse vie di transumanza attorno al quale si è sviluppato il paese.

## Storia

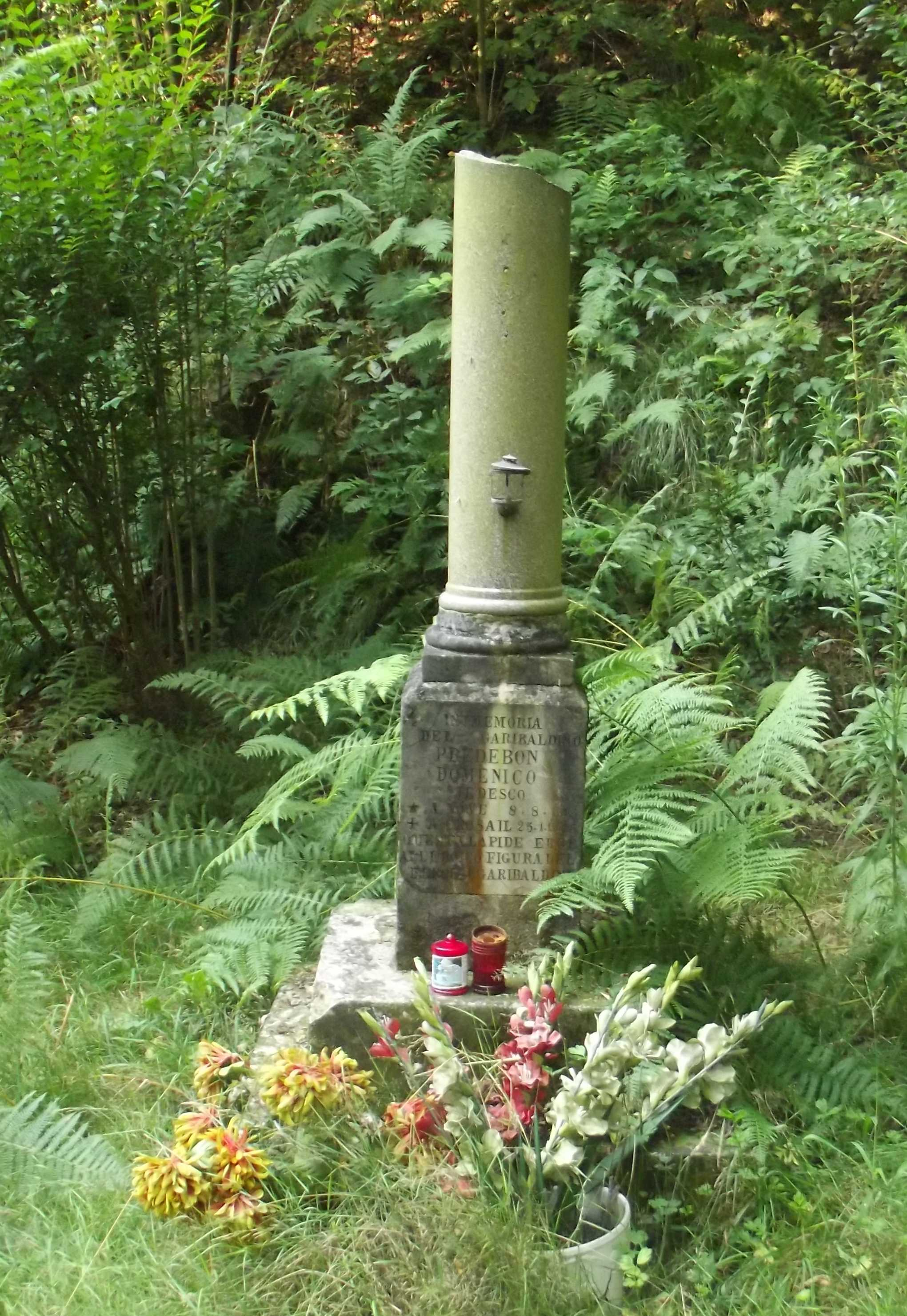
Il monumento in ricordo del garibaldino Domenico Pradebon

Il paese di Crosa era in origine, con Mezzana, Soprana, Casapinta e Strona, uno dei cinque cantoni che componevano la comunità del Mortigliengo.
Fino al XIII secolo questo territorio rimase quasi deserto e fu sede di una estesa foresta, che attorno all'anno Mille l'imperatore Ottone III donò al vescovo di Vercelli.
L'insediamento umano nella zona divenne quindi più denso e si stabilizzò; la sede parrocchiale era a Mezzana e nel 1243 il territorio passò sotto il controllo del Comune di Vercelli.
Nel 1351 il Mortigliengo fu ceduto alla famiglia Visconti e da questa, nel 1373, tornò nuovamente alla curia vercellese.
Gli abitanti della zona, analogamente a quelli di Biella, fecero atto di dedizione a Casa Savoia per evitare di ricadere sotto la signoria del vescovo Giovanni Fieschi, inviso alla popolazione. Crosa era la sede del mercato della zona, che si teneva ogni venerdì.
Nel 1627 i centri abitati del Mortigliengo, che nel frattempo era stato elevato al rango di marchesato, si separarono tra di loro erigendosi in comuni autonomi; Crosa è situata nella parte sud-occidentale dell'antica comunità.
Durante la Resistenza Crosa fu teatro di vari scontri tra partigiani e nazifascisti; sul territorio del comune operavano principalmente reparti Garibaldini.
Dal 1º gennaio 2016 il comune di Crosa è stato soppresso ed è confluito per fusione nel comune di Lessona.

### Simboli
Lo stemma e il gonfalone del comune di Crosa erano stati concessi con decreto del presidente della Repubblica il 18 aprile 2011.
(D.P.R. 18.04.2011)
Il gonfalone era un drappo di giallo con la bordatura di verde.

Il leone d'oro coronato derivava dall'emblema della settecentesca contea del Mortigliengo di cui Crosa faceva parte. Le sette stelle rappresentavano le sette comunità della contea. La lettera C era l'iniziale del nome del paese, che unita alla rosa nella zampa del leone formava il nome C+rosa.

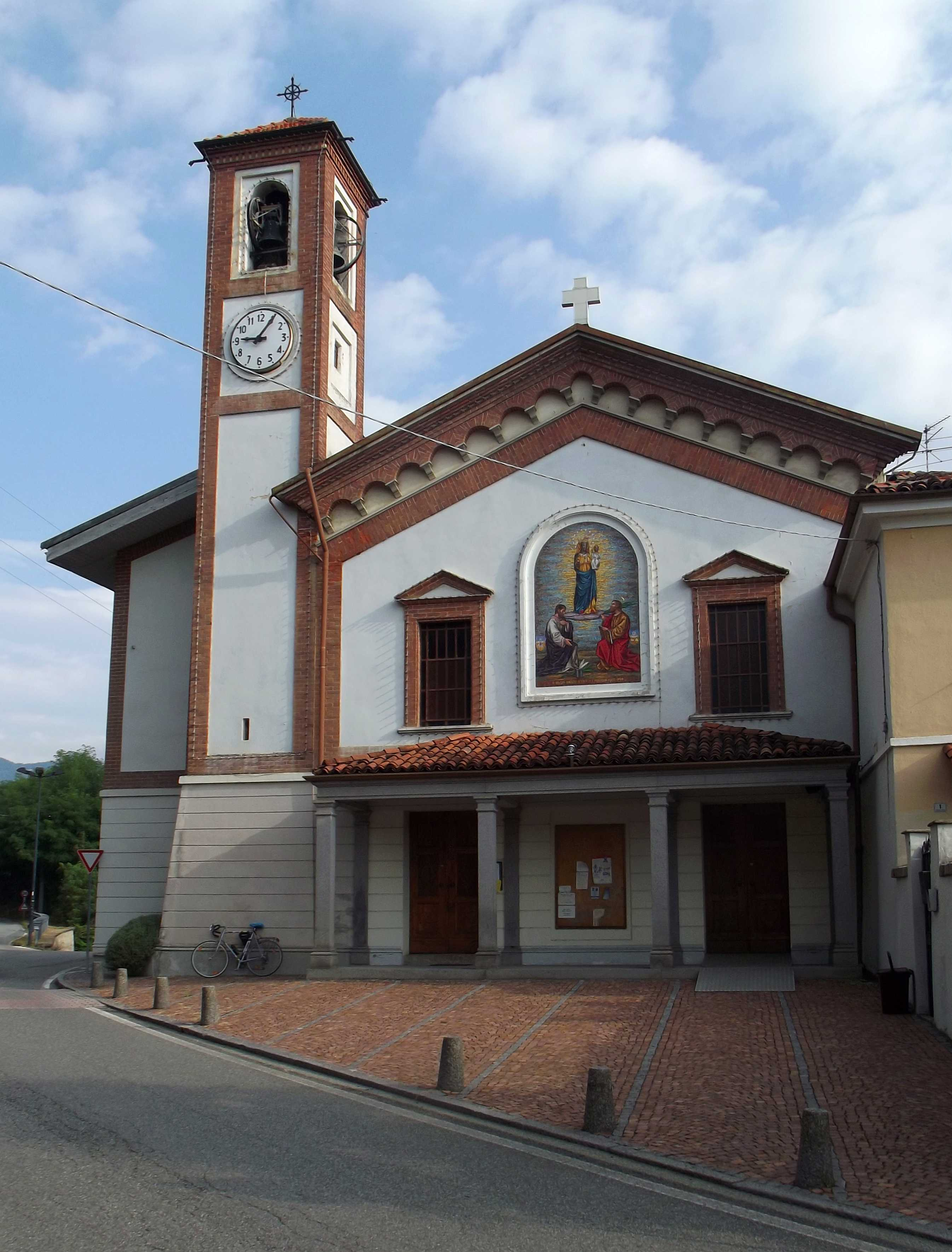
La chiesa parrocchiale

Uno stemma precedente si blasonava: partito di azzurro e di rosso al leone d'oro, rivoltato sul tutto, tenente una falce di luna su una rosa al naturale, accompagnato da 7 stelle d'oro, 3 in capo e 4 in punta (3, 1).

## Monumenti e luoghi d'interesse
- Chiesa parrocchiale dedicata ai santi Cosma e Damiano, edificata nel medioevo come semplice oratorio e in seguito più volte ampliata e rimaneggiata

## Società

### Evoluzione demografica
Abitanti censiti

## Amministrazione

### Altre informazioni amministrative
Il comune faceva parte della  Comunità montana Val Sessera, Valle di Mosso e Prealpi Biellesi, prima della soppressione dell'ente.

## Infrastrutture e trasporti
Fra il 1891 e il 1958 la località era servita da una fermata della ferrovia Biella-Cossato-Vallemosso, a servizio del locale Lanificio Valle e C.